# لنسکو
لنسکو (به بلغاری: Lensko) یک منطقهٔ مسکونی در بلغارستان است که در ایوالوفگراد واقع شده‌است.